# Rory Gallagher
William Rory Gallagher (Ballyshannon, 2 de março de 1948 – Londres, 14 de junho de 1995) foi um multi-instrumentista, compositor e produtor de rock e blues irlandês. Nascido em Ballyshannon, Condado de Donegal e criado em Cork, Rory gravou álbuns solo nos anos 70 e 80, depois de formar a banda Taste no final dos anos 60. Seus álbuns venderam mais de 30 milhões de cópias em todo o mundo.
Rory recebeu um transplante de fígado em 1995, mas morreu de complicações no final daquele ano em Londres, aos 47 anos de idade.

## Discografia
Álbuns de Estudio
- Rory Gallagher – 1971
- Deuce – 1971
- Live in Europe – 1972
- Blueprint – 1973
- Tattoo – 1973
- Irish Tour '74 – 1974
- Against the Grain – 1975
- Calling Card – 1976
- Photo-Finish – 1978
- Top Priority – 1979
- Stage Struck – 1980
- Jinx – 1982
- Defender – 1987
- Fresh Evidence – 1990